# Orlu (Ariège)
Orlu è un comune francese di 196 abitanti situato nel dipartimento dell'Ariège nella regione dell'Occitania.

## Monumenti e luoghi d'interesse
- Chiesa di San Pietro, la chiesa parrocchiale del paese.

## Società

### Evoluzione demografica
Abitanti censiti